# Anselmo Marini
Anselmo Antonio Marini (La Plata, 18 de noviembre de 1906-La Plata, 14 de febrero de 2002) fue un político y abogado argentino que se desempeñó como gobernador de la provincia de Buenos Aires entre 1963 y 1966, durante la presidencia de Arturo Illia.
Recibido de abogado en 1930, Marini empezó a militar prontamente en la Unión Cívica Radical y estableció una gran amistad con Ricardo Balbín. Marini fue diputado provincial en 1952, convencional constituyente en 1957, diputado nacional en 1958 y gobernador de Buenos Aires entre 1963 y 1966, cuando el gobierno nacional fue derrocado por el golpe de Estado que comandó Juan Carlos Onganía. Durante la presidencia de Raúl Alfonsín se desempeñó como Embajador de la Argentina en Perú, entre 1984 y junio de 1989.

## Inicios
Se recibió de Abogado en la Universidad Nacional de La Plata. Se afilia a la Unión Cívica Radical, junto con Ricardo Balbín y Oscar Alende. En 1931 fue detenido por su militancia durante la Década Infame. Participo del sector amtipersonalista durante la llamada “Década Infame” (gobiernos de José Félix Uriburu (de facto), Agustín Pedro Justo, Roberto M. Ortiz y Ramón Castillo)
Marini fue elegido para diputado provincial en 1952, posteriormente convencional constituyente en la reforma nacional de 1957, diputado de la Nación en 1958 y gobernador de Buenos Aires, cargo que desempeñó entre 1963 y 1966, cuando es cesado por un golpe de Estado. El golpe de 1966, el militar que le anunció Marini que su gestión al frente de la gobernación había concluido fue el general Federico von Stecher, a quien conocía desde mucho antes.

## Gestión como gobernador de Buenos Aires
La fórmula de la Unión Cívica Radical del Pueblo (UCRP) compuesta por Anselmo Marini y Ricardo Lavalle triunfó en las elecciones a gobernador y vicegobernador de la provincia de Buenos Aires del 7 de julio de 1963. Marini asumió como gobernador el 12 de octubre de ese año.
Su gabinete ministerial estuvo integrado por Eduardo Esteves, en Gobierno; Ricardo Fuertes, en Economía y Hacienda; Ricardo Rudi, en Obras Públicas;  Abelardo Costa, en Salud Pública; René Pérez, en Educación; Alberto Zubiaurre, en Asuntos Agrarios; y Alfredo Camarlinghi, en Acción Social.
El nuevo gobierno debió enfrentar una situación político-económica muy compleja y conflictiva. El peronismo estaba proscripto, sectores muy influyentes de las fuerzas armadas, hacía años que habían excedido el límite del profesionalismo y sectores más numerosos del sindicalismo respondían a la orientación del general Perón que estaba fuera del país y proscripto. Además de esta situación general, Marini heredaba una pesadísima carga económica: en el orden financiero, la administración Marini, encontró una deuda flotante de siete mil quinientos millones de pesos, la deuda pública consolidada excedía los cuatro mil cuatrocientos millones, además la Provincia adeudaba al Instituto de Previsión Social, más de tres mil seiscientos millones de pesos.
Fue desalojado arbitrariamente del poder, por las autoridades que surgieron del golpe militar del 28 de junio de 1966 autoproclamado como Revolución Argentina.

### Mensaje de 1964
El Gobernador afirmaba que se había agudizado la insuficiencia financiera del erario provincial, se sentían con fuerza las consecuencias de muchos años de crecimiento del poder económico político nacional, frente al provincial (interrupción de pagos en favor de la Provincia y manejo unilateral de la coparticipación en materia impositiva eran ejemplos de ese avance de décadas). 
Marini tomó las siguientes medidas al respecto: a) Funcionamiento de un régimen dinámico para la compensación de deudas entre organismos nacionales y la Provincia (permitirla de agotar créditos provinciales insatisfechos); b) Las gestiones del gobierno de La Plata, posibilitaron la sanción de la Ley nacional 16.453 que modificó el coeficiente de la distribución de la coparticipación federal; c) Sanción de la Ley 6741 que denuncia a la que regula en el orden nacional el reparto de la recaudación de los impuestos internos; d)[cita requerida] Promovió el replanteo del Decreto nacional 10.670/61 sobre liquidación del gravamen a los combustibles.

### Presupuesto 1964
El volumen de los gastos públicos fue adecuado a la rigidez de los recursos disponibles por el Estado. La Ley 6745/63 ofreció un plan de regularización y liquidación de deudas de los contribuyentes, al establecer que el Ministerio de Economía debía determinar los importes de las deudas por impuestos, tasas y contribuciones de competencia de la Dirección de Rentas, requerir su pago o iniciar el apremio legal, este fue el comienzo de una lucha contra la evasión fiscal. Esta severidad, estaba basada no en la voracidad del Fisco, sino en el concepto de función social del impuesto que sostenía el gobierno del Dr. Marini. La percepción de los ingresos fiscales aumentó de acuerdo al siguiente detalle: 1963, $ 13.649 millones; 1964, $ 20.127 y 1965, $ 26.103. En 1964 el estado realizó pagos, sin contar cuentas saldadas por las Direcciones de Administración por sumas inferiores a $ 100.000 por 33.606 millones de pesos, dividido de la siguiente manera: Servicios Públicos, 870,3; Proveedores, 813,9; Contratistas, 1. 799,9; Direcciones de Administración, 3.100,2; Subsidios, Subvenciones y Becas, 1.223,7; Contribuciones del Estado, 10.988,9; Deuda Pública, 462,8; Municipalidades, 302,3; Anticipo a las Direcciones de Administración, 974; Otros egresos, 301; Haberes, 12.769. En el ejercicio 1965, la Tesorería efectuó pagos por 47.000 millones. Todas estas cifras en miles de millones de pesos, marcaban además de recaudaciones y erogaciones, el deteriorado peso moneda nacional que encontró la administración Marini. El Gobierno además fortaleció el régimen de la coparticipación impositiva de las municipalidades (lo que pedía al Gobierno federal, lo realizaba también en el orden interno). Fue determinada la coparticipación de las comunas en la recaudación del Impuesto Inmobiliario, el porcentaje aumentó del 3 al 5%, más un 3 % para calles y caminos de conformidad con Ia Ley Impositiva. La Ley 7027, ratificó la adhesión de la Provincia al régimen de distribución del producido de los impuestos internos unificados. 
El adelanto de 1346 millones que otorgó el Banco de la Provincia de Buenos Aires, fue reintegrado al finalizar 1964.

### Obra pública
Distintas localidades de la provincia fueron beneficiadas con obras de sanidad. Entre ellas se encuentran: Carmen de Patagones, General Villegas, Pehuajó, Sierras Bayas, Arrecifes, Campana, Tres Arroyos, Olavarría, Bragado, Nueve de Julio, Carlos Casares, Berisso, General Madariaga, entre otras. 
Debemos también recordar la sanción de tres leyes de significación en el área de Obras públicas: la 6816/64 que estableció un escalafón único, funcional y móvil para el personal del Ministerio del ramo; la 6821/64, que lo hizo con el régimen para promover e impulsar la realización de obras públicas con financiación privada, se refería principalmente a pavimentación, urbanización, obras sanitarias e iluminación, con la finalidad anexa de contribuir a la creación de puestos de trabajo y reactivar la actividad industrial.

### Transporte
En su mensaje de 1963, el Gobernador anunció que la Provincia iba a reclamar todos los bienes que un "deformado afán centralista" había sacado de su jurisdicción; y cita en el primer día de su gobierno al Ferrocarril Provincial el que al pasar a la nación -Ley 5791- había dejado de prestar servicios en importantes zonas del interior. Sin perjuicio de reclamar su restitución, inmediatamente el Gobierno pidió la rehabilitación de ramales; en el mensaje de 1964, dejaba constancia que los ramales Patricios-Victorino de la Plaza, Pergamino-Vedia y La Plata-Loma Negra, ya estaban funcionando.
En el plano del transporte de pasajeros en la zona del conurbano bonaerense, el crecimiento de la zona, llevó al Gobierno provincial a acordar con el Consejo Nacional de Desarrollo, el estudio que contemplase en todos sus aspectos las necesidades del transporte (en el ínterin con excelente criterio se detuvo la ampliación o habilitación de nuevos servicios). El transporte, estuvo unido en la gestión de Marini, a la política comercial y de promoción industrial. "El establecimiento de una red de transportes (Mensaje de 1966) es tarea mucho más compleja que la simple construcción de importantes carreteras y ramales ferroviarios. Los sistemas de comunicaciones tienen que adecuarse a una determinada estructura de la economía y deben conectar la distribución geográfica racional de los mercados y centros de producción". La Ley 7153/ 65 autorizó al Poder Ejecutivo a celebrar convenios con el Gobierno Nacional y la Municipalidad de La Plata, para que por medio de la Dirección de Aeronáutica de la Provincia, se realizasen todos los estudios y trabajos inherentes a la habilitación del aeropuerto de la capital provincial, como Aeropuerto Internacional de primera categoría.

### Viviendas
El gobierno de Marini, contempló los recursos disponibles, pero además apeló al crédito interno y externo. La Ley 6734/64, aprobó el contrato celebrado entre la Provincia de Buenos Aires junto con el Banco Central y los Estados Unidos, a través de la Agencia para el Desarrollo Internacional (USAID), c
La Ley 6979/64, lo facultó para promover y constituir consorcios para la construcción de viviendas de no más de 60 m² de superficie cubierta. El Estado aportaría las tierras, asistencia técnica, materiales y equipos (solo 0 en conjunto con municipalidades o entidades oficiales o privadas). También el Instituto apoyó a las cooperativas de vivienda en la edificación de otras 240. Asimismo, el Decreto 206/64 había aprobado un convenio entre el Ministerio de Acción Social y el Banco de la Provincia para proceder a ampliar los créditos que se otorgasen a dichas sociedades cooperativas. Además el Gobierno firmó un convenio con el Bowcentrum Argentina, para la ejecución de un plan de vivienda intermedia.

### Mensaje de 1965
La Ley 7165/65 declaró emergencia grave la atención de los problemas sociales que generaban las mencionadas concentraciones. Al respecto dispuso la venta de tierras fiscales a precio de fomento, declaró de utilidad pública los terrenos que ocupaban, la promoción de edificación por el sistema de autoconstrucción y la financiación oficial de plan de erradicación. En el aspecto administrativo, el Departamento de Villas de Emergencia y Viviendas de Interés Social, creado en 1964, fue elevado al rango de Dirección General.

### Plan energético
La administración Marini, en integración con la política nacional, contempló el interés local y el general, con el objetivo de coadyuvar a la descentralización industrial. En el sistema eléctrico de la zona Norte, inauguró la ampliación de la Central Regional de Chivilcoy, la que estaba en 1965, próxima a conectarse con SEGBA en Morón, mediante la línea de Alta Tensión Luján-Morón, importante obra que había estado paralizada tres años. [cita requerida]
En el de la zona Sudeste, abastecido por la gran central regional de Necochea, la gestión Marini procedió a terminar el edificio de la misma y al montaje de sus instalaciones. En el del Sur, principalmente mejoró la red de distribución de la ciudad de Bahía Blanca, y en el del Este, Chascomús-Dolores, también se programaron en 1965 trabajos de consideración. En el Mensaje de 1965, el Poder Ejecutivo, informó que se hallaban en ejecución el tendido de 900 km de líneas de Alta Tensión. En 1966 ya estaban licitadas las primeras obras del nuevo sistema de la costa atlántica. Entre 1963 y 1965 la potencia en las centrales de DEBA, aumentó un 68,5%, en el mismo lapso la facturación de la energía operada creció en el 85 % (la habilitación de las centrales de Necochea y Pehuajó, tuvieron gran incidencia al respecto).[cita requerida] Los aportes de DEBA, el Banco de la Provincia, el Fondo del Desarrollo Eléctrico del Interior y de los usuarios permitieron además, ejecución de obras de electrificación rural.[cita requerida]

### Banco de la Provincia
La Ley 7002/65 modificó la carta Orgánica del Banco de la Provincia, por su intermedio dispuso que el 50% de utilidades netas de la institución, se reinvirtiesen en el acrecentamiento de la cartera hipotecaria de la misma; esta medida posibilitó mejorar ostensiblemente la financiación de los diversos planes de vivienda del Gobierno; además, su política crediticia fue de impulso para todas las manifestaciones productivas.
En 1965 los créditos de la sección bancaria aumentaron en 17.578 millones de pesos con respecto a 1964, distribuidos de la siguiente manera: Producción Primaria: 16.707 millones. Producción Industrial: 15.261, Diversos: 2.783, Otras colocaciones: 4.125, oficiales: 6.547. En el mismo período la cartera de crédito hipotecario llegó a 9.259 millones, en 1964 habla sido de 5.037.

### Poder judicial
En el orden de la Justicia se concretaron en el gobierno de Marini, significativas iniciativas. Fue habilitado el Departamento Judicial con sede en San Isidro y San Martín. La Ley 7164/65, creó el Departamento Judicial de Trenque Lauquen, y la 6936/64
autorizó al Poder Ejecutivo y al Banco de la Provincia a construir edificios por el sistema de propiedad horizontal, para los tribunales de Mar del Plata, Junín, San Martín y San Isidro. Además la Ley 7013/65 modificó el Código de Procedimiento en lo Civil y Comercial. Asimismo, fue elevado el número de jueces de la Suprema Corte de Justicia y se sancionó el régimen de amparo a los derechos y garantías constitucionales.
En materia de procedimiento legislativo la Ley 6815/64 estableció las normas reglamentarias del artículo 93 de la Constitución para la formación y sanción de las leyes.
Con referencia al Registro, de la Propiedad, institución que sufría el crecimlento vegetativo y la complejidad de los negocios sujetos a Inscripción, el Gobierno continuó con la incorporación de partidos al sistema llamado de Folio Real, la que había llegado en 1965 a 41, con una matriculación aproximada de sesenta mil Inmuebles. La Ley 6848/64 estableció nuevas normas para escrituras públicas, relativas a certificaciones municipales de libre deuda de impuestos y constancias sobre existencia o no de deudas por pavimentos construidos con participación del municipio.

### Salud pública
El gobierno de Marini, partió del principio básico que "la salud y la asistencia médica constituyen un derecho inalienable de la persona humana", llegado al gobierno encontró "abandono y desorganización", lo que obligó a la nueva administración a realizar trabajos de ordenamientos y planificación. La imprescindible reorganización hospitalaria se basaría en un régimen departamental y en la educación médica superior del graduado. La Ley 6744/63 acordó una contribución para. el instituto de Obra Médico Asistencial (IOMA) equivalente a la disminución operada en sus recursos por el Decreto 8516/63 complementario del Presupuesto 1963. La Ley 6982/6 ratificó la creación del IOMA y el Decreto 1044, reglamentó su funcionamiento. El Directorio del IOMA, fue constituido conforme a lo prescripto por la ley con la que se igualó el poder de decisión entre los beneficiarios y el Estado. En la época del Mensaje, estaba en los comienzos el edificio para sede propia del Instituto.
La Ley 6756/64 de Asistencia a la Niñez destinó recursos para concretarlos en la acción.
El Poder Ejecutivo, dividió al respecto a la población infantil en dos grupos: de O a 4 años y de 4 a 8, atendido el primero por los centros periférico y programas de salud del Ministerio y el segundo por las unidades de Promoción de la Salud. En el período estival 1964/65, se cumplió el Plan de coordinación para el control de las diarreas estivales (reunió recursos nacionales, provinciales y municipales para un control severo de los lactantes del Gran Buenos Aires}. En el área de la. acción preventiva, Marini hacía presente en su Mensaje de 1965, el programa, de investigación del Mal de
Chagas y la creación de un Área Piloto de Demostración de Lucha Antituberculosa, tarea que se efectuaba en coordinación con el Ministerio de Salud Pública de la Nación, la Organización Mundial de la Salud y el Fondo de las Naciones Unidas para la infancia (UNICEF). También se puso en ejecución el Plan de Lucha Antirrábica y además fue firmado por la Administración provincial un convenio con la Universidad Nacional de La Plata, por el que se creó la Comisión Provincial de lucha contra la fiebre hemorrágica argentina. La vacunación antipoliomielítica, quedó a cargo y bajo el control de las municipalidades. El Decreto 8876/64, declaró obligatoria y gratuita desde los seis meses la vacunación y revacunación antivariólica. Para los enfermos de cáncer fue creado el Banco de Drogas Antineoplásicas, con el que el Estado puso a disposición de la población medicamentos que por su costo se convertían en inalcanzables para la mayoría. También el Ministerio del ramo, perfeccionó la carrera médico hospitalaria. Para el área del Gran Buenos Aires, anunció el Gobernador, en 1966, el proyecto Diagnóstico Sanitario del Aglomerado Bonaerense (DISABO), región que tenía en ese momento el 75% de la población de la provincia y solo el 48% de las camas disponibles para internación. En su último mensaje anunció la inmediata licitación de la construcción del Hospital de La Matanza. [cita requerida]Además resaltó los óptimos resultados de la extensión del sistema de consorcios en las construcciones hospitalarias, los 11 formados invertirían en el ejercicio 300 millones de pesos. En materia de Salud Pública, hay que resaltar la sanción, en el periodo, de las siguientes leyes: 6825/64 que se hizo obligatorio para los médicos la denuncia de casos de intoxicación por estupefacientes que llegaran a su conocimiento en el ejercicio de la profesión, la 7048/65 autorizó un convenio con la Municipalidad de La Matanza para construir una maternidad y la 7124/65 que creó un régimen de amparo para cubrir riesgos de la tuberculosis.[cita requerida]

### Abastecimiento
Durante su gestión se creó la Dirección Provincial de Abastecimiento. En el plan de defensa del consumidor en 1964 fueron comprobadas 5.360 infracciones (fueron incautados más de 1.240.000 kg de carne y distribuidos al precio oficial). En 1965, las actas de infracción ascendieron a diez mil.

### Política previsional
Otro problema social, que había sido mencionado por el gobernador en su mensaje de 1964, fue el deterioro en que encontró los fondos de los organismos encargados de ejecutar la política previsional, pues habían sido aplicados a fines ajenos al específico. En el mensaje legislativo de 1965 apuntó que se estaba a punto de regularizar las obligaciones pendientes a octubre de 1963 y que abonó puntualmente las pensiones y jubilaciones. El Instituto de Seguridad Social, para 1965 actualizó el seguro de vida colectivo para el personal de la Administración Pública y comenzó a estudiar la creación del seguro por accidente de trabajo para el empleado estatal bonaerense. La Ley 6740/63 permitió a los jubilados que desempeñasen otros servicios continuar hasta el 31 de diciembre de 1964, hasta un tope de $ 24.000.
En 1965, las Instituciones asistenciales públicas y privadas fueron alentadas por el Gobierno con subsidios y subvenciones de alrededor de 160 millones de pesos. La Ayuda Social Directa permitió también solucionar los problemas ocasionados por desastres en La Matanza, Isla Maciel y Villa Madero (Ley 6750/64). En los partidos del Gran Buenos Aires, se crearon centros de Bienestar Social, para el cuidado del preescolar y ayuda del grupo familiar. La Ley 6742/63 declaró ley de la Provincia el Decreto 8999/62 que creó la Caja de Previsión y Seguro Médico de la Provincia y la 7014/65 estableció la Caja de Previsión Social para Martilleros y Corredores Públicos.

### Política laboral
El gobierno de Marini estuvo orientada a fomentar nuevas formas de convivencia en las relaciones obrero-patronales, "paso hacia la conquista estable de la democracia".
Su Decreto 301/63 del intervino el Consejo General de la Minoridad. La intervención reestructuró el ente, regularizó las diversas situaciones creadas anteriormente con instituciones privadas, y así obtuvo en ellas nuevas plazas
que atenuaron el exceso de Internos en los institutos oficiales.
La Ley 6882/64 dispuso $ 60.000.000 para regularizar la situación de los Institutos, [cita requerida]especialmente para terminar con el hacinamiento y la promiscuidad. De ellos, 10 millones serían para una Casa de Admisión en La Plata, a donde deberían ir las dependencias que funcionaban en el Hospital Dr. Ricardo Gutiérrez. Otra ley Importante para el área fue la 7078/65 que creó la Junta de Adopción de Menores.

### Turismo
Marini en cuanto a la actividad turística declaró que tenía dos intenciones: la primera era que llegara a todos los sectores de la población, la segunda que se convirtiese en fuente apreciable de ingresos. Para la realización de planes de turismo económico, realizó estudios con la Dirección Nacional del ramo, para la segunda finalidad se fijaron las bases para convenios bilaterales con otros estados provinciales.[cita requerida]
En el periodo, se llevaron a cabo la Sexta Conferencia Regional de Promoción Turística en la zona Mar y Sierras, la Quinta Conferencia Regional de Promoción Turística en la zona Norte y Delta, etc.

### Política rural
En el mensaje de 1964, planteó el Gobernador los objetivos de una política rural, que tendía a la modernización y diversificación de la producción. En el mismo discurso informó de la intensificación de los cultivos de ensayos de cereales, oleaginosos y especies forrajeras, del impulso de la avicultura y cunicultura (fuentes de sustitución de carnes rojas), de los trabajos de inseminación artificial dedicados a incorporar razas europeas a los rodeos, del crecimiento del cultivo de plantas forestales para la protección de suelos erosionables. etc. El Gobierno promovió, además, el Congreso Provincial de Pesca, que consideró como factores básicos de las nuevas orientaciones para la actividad: a) embarcaciones de gran eficiencia operativa; b) industria altamente tecnificada; c) 'líneas de frío'. hacia el interior del país.
El Decreto 66/63 reglamentó la Ley 6703 de Policía Sanitaria Animal y la Ley 6964/64 declaró obligatorio para propietarios y arrendatarios de campos, la lucha contra las especies zoológicas declaradas plagas para la ganadería. Disposiciones que estuvieron acompañadas te campañas de divulgación, encuestas, asesoramientos, etc. En la época del Mensaje de 1965, se realizaba el Plan de Desarrollo Agropecuario del Sudoeste Bonaerense en conjunto con el C.F.I. y el Gobierno de Francia.
En 1966, fue finalizado el atlas de suelos de la región. Además, fue proyectado un complejo industrial elaborador de celulosa y papel en el Delta. [cita requerida]En el campo San Adolfo (Villarino) fueron concluidas las obras de riego que beneficiaron a 1.400 ha. La Ley 6813/64 aprobó los convenios firmados con la Universidad Nacional de La Plata para la creación de la Escuela Superior de Bosques y la Estación Hidrológico-Forestal de Sierra de la Ventana. En 1965 se realizó el estudio integral de los suelos de la zona Sur y en 1966 estaba en ejecución el de la Oeste. La Ley 6826/64 creó dos estaciones zootécnicas de monte e inseminación artificial en Lobos y Roque Pérez.
Asimismo, el Ministerio continuó sus trabajos de confección del Mapa Acridiológico para el control moderno de la plaga de la tucura. En 1965 los viveros del Gobierno produjeron cinco millones de plantas. En 1965 funcionaban 61 colonias agrícolas en 748.000 ha, producto de la acción colonizadora del Instituto Agrario, en 1966 el mismo estaba construyendo 5 escuelas agrarias en General Alvarado, General Villegas, Tres Arroyos, Alberti y Veinticinco de Mayo. La Ley 5954/64 habla creado una escuela granja en Arrecifes. En su último mensaje, Marini, destacó el apoyo prestado al agro por el Banco de la Provincia, el que se materializó a través de 17.000 millones de pesos en créditos.

### Educación
El gobierno de Marini, restableció la Dirección General de Escuelas y el Consejo General de Educación; la Ley 6749 reglamentó el funcionamiento de ambas.
La educación Media, Superior y Vocacional y la Universidad Provincial, seguían en la jurisdicción del Ministerio de Educación, además desde su mensaje inaugural se comprometió a respetar el Estatuto del Docente.  Las escuelas Secundarias de Chillar, Magisterio y Comercio de Norberto de la Riestra, Comercio de Chacabuco y Bachillerato de Brandsen, que solo llegaban al ciclo básico, fueron dotadas de cuartos años en 1965.
Anunció además, la inmediata puesta en funcionamiento del Instituto Técnico Pesquero, el Centro de Análisis de Investigaciones de Avellaneda, Escuela Técnica Agropecuaria del Delta, Escuela Normal Técnica de La Plata e institutos tecnológicos en Junín, Berazategui, Almirante Brown, etc. La Ley 6778, determinó la incorporación de la enseñanza técnica al régimen docente y administrativo de la Provincia. Asimismo, en 1965 destacó el Gobernador, la importancia de los cursos de perfeccionamiento docente, en especial el de formación de maestros especializados en educación preescolar.
El Decreto 758/64 creó la escuela primaria del aire, y la Ley 6905/64 estableció en las escuelas comunes la copa de leche y miga de pan. En el período 64/65 fueron habilitadas 280 escuelas durante el periodo de receso escolar, con una asistencia de 57.000 alumnos, en el siguiente se extendió a 302 establecimientos más con una
concurrencia de 112.000 niños. 
La asistencia social escolar, se manifestó a través de centros asistenciales, los que en 1966 llegaban a 34. Las inversiones realizadas en comedores y servicios de merienda cuyo número aumentó de 107 a 1.111, pasaron entre 1964 y 1965 de 7 miIlones de pesos a 185. Además, el turismo escolar benefició en 1965 a más de 50.000[cita requerida] alumnos. Para construcciones escolares, en 1966 funcionaban 375 -consorcios, además fueron adjudicadas las obras de 146 edificios ya la fecha se encontraban en trámite de licitación 300 escuelas más. Las escuelas técnicas elevaron su número de 12 en octubre de 1963, a 104 en 1966, de las cuales estaban funcionando 77. EL gobierno
del Dr. Marini, dispuso también la creación de la Facultad de Ingeniería de Mar del Plata. Por último, debemos recordar las siguientes medidas: Decreto 7834/65, que incorporó el Instituto Superior de Ciencias de la Educación de Mar del Plata, a laUniversidad Provincial, la Ley 7157/65 que aprobó el Convenio firmado entre el Poder Ejecutivo y la Comisión Nacional de Alfabetización y Edificación Escolar, sobre programas de educación para adultos, la Ley 7017/65, transfirió la Facultad de Odontología a la Universidad Nacional de La Plata. En el ámbito de cultura fueron formadas comisiones para estudiar el régimen de las bibliotecas públicas, y la toponimia bonaerense.
Además se dictó el Decreto 7834/65, que incorporó el Instituto Superior de Ciencias de la Educación de Mar del Plata, a la Universidad Provincial, la Ley 7157/65 que aprobó el Convenio firmado entre el Poder Ejecutivo y la Comisión Nacional de Alfabetización y Edificación Escolar, sobre programas de educación para adultos, la Ley 7017/65, transfirió la Facultad de Odontología a la Universidad Nacional de La Plata. En el ámbito de cultura fueron formadas comisiones para estudiar el régimen de las bibliotecas públicas, y la toponimia bonaerense.

### Seguridad
De 19.800 policías, 8.500 estaban en la Plata, ante esta situación el gobierno del Dr. Marini, tomó medidas de ordenamiento. Para 1965 estaba creada en la Matanza la Agrupación General Güemes, e iniciadas las obras correspondientes a la Agrupación General Lavalle en San Martín (ambas destinadas a satisfacer las crecientes necesidades del Gran Buenos Aires). [cita requerida]
La ley 7065/65 estableció
el servicio llamado de Policía Adicional (servicios especiales convenidos con organismos oficiales o privados). la ley 6936, autorizó la apertura ce créditos por 300 millones de pesos, destinados a dependencias carcelarias y judiciales. Proyectos de
administración Marini, eran la construcción de cárceles en Mar del Plata y Junín.[cita requerida]
La gestión Marini, en el ramo municipal, se vio orientada constantemente por principio de la autonomía municipal, en un marco de respeto inalterable a sus derechos políticos. Distribuyó entre ellas sin obligación de reintegro cerca de 400 millones de pesos; al aumentar la participación comunal en los recursos que recaudaba la provincia, puso de manifiesto "su vocación municipalista".[cita requerida]